# أنسوفيماب
أنسوفيماب (Ansuvimab)، الذي يُباع تحت الاسم التجاري إيبانجا (Ebanga)، هو دواء يحتوي على أجسام مضادة وحيدة النسيلة لعلاج عدوى فيروس إيبولا الزائيري (فيروس إيبولا).
تشمل الأعراض الأكثر شيوعًا الحمى وتسارع دقات القلب والإسهال والقيء وانخفاض ضغط الدم وسرعة التنفس والقشعريرة؛ ومع ذلك، فهذه أيضًا أعراض شائعة لعدوى فيروس الإيبولا.
أُقرَّ أنسوفيماب للاستخدام الطبي في الولايات المتحدة في ديسمبر 2020.وهو مدرج في قائمة الأدوية الأساسية النموذجية لمنظمة الصحة العالمية.

## الكيمياء
يتكون الدواء من جسم مضاد وحيد النسيلة (mAb) واحد وعُزل في البداية من الخلايا البائية الخالدة المستخلصة من أحد الناجين من تفشي مرض فيروس الإيبولا عام 1995 في كيكويت، جمهورية الكونغو الديمقراطية. ففي إطار العمل المدعم من المعاهد الوطنية للصحة في الولايات المتحدة ووكالة المشاريع الدفاعية المتقدمة، استنسخت تسلسلات السلسلة الثقيلة والخفيفة من الأجسام المضادة أحادية النسيلة الخاصة بأنسوفيماب في خطوط خلايا بويضة الهامستر الصيني (CHO)، وتولّت شركة كوك فارميكا (Cook Pharmica)، التي تعمل تحت اسم كاتالنت (Catalent)، إنتاج العمليات الأولية بموجب عقد مع Medimmune.

## وصلات خارجية
Clinical trial number NCT03719586 for "Investigational Therapeutics for the Treatment of People With Ebola Virus Disease" at ClinicalTrials.gov